# Mesochorus verecundus
Mesochorus verecundus är en stekelart som beskrevs av Dasch 1974. Mesochorus verecundus ingår i släktet Mesochorus och familjen brokparasitsteklar. Inga underarter finns listade i Catalogue of Life.